# معدنية (علم الفلك)

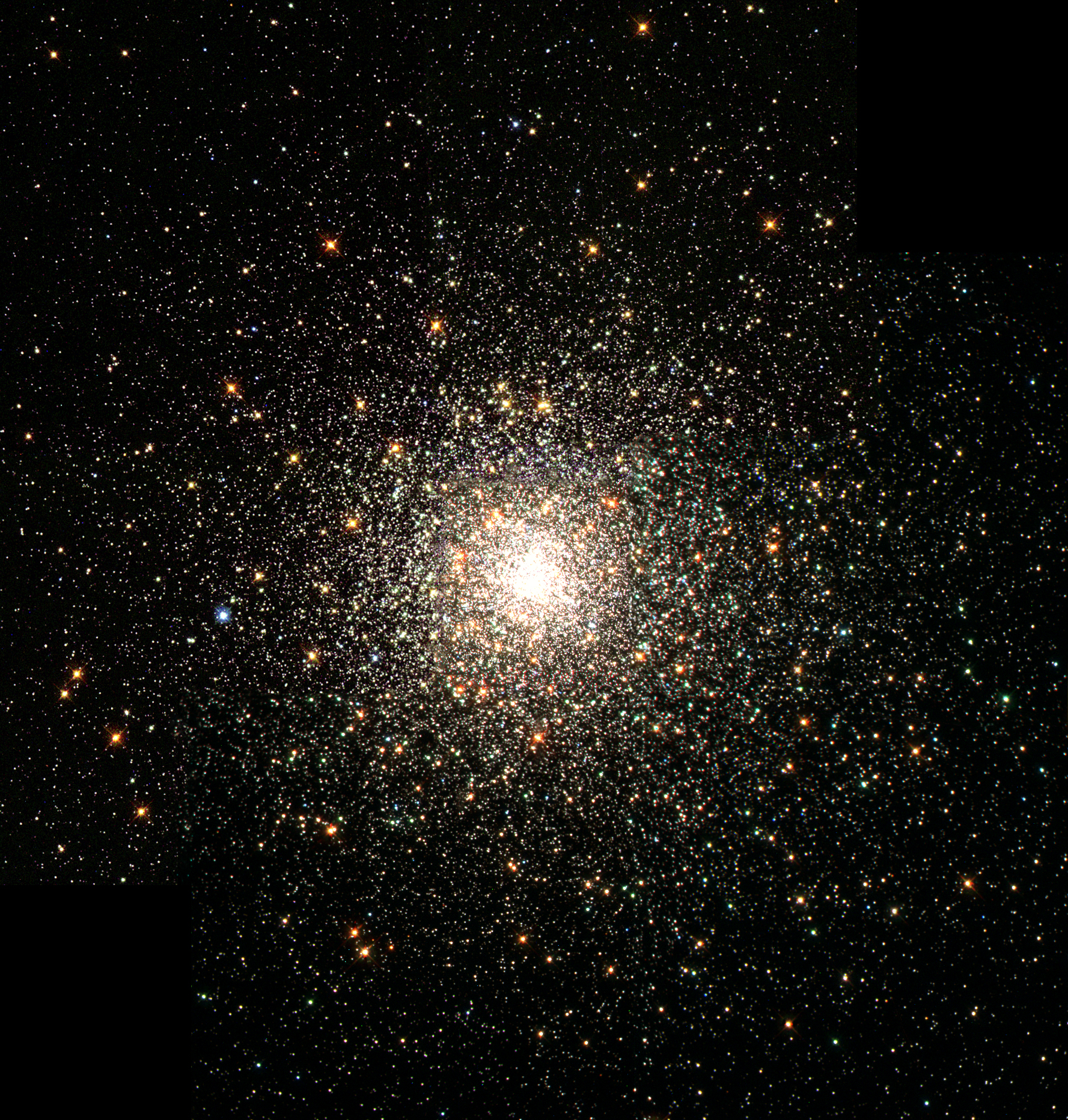
تجمع نجمي مغلق (مسييه 80). النجوم في التجمعات النجمية المغلقة تكون عادة نجوم معمرة وفقيرة المعدنية، وتنتمي إل التصنيف II للنجوم.

المعدنية في الفلك (بالإنجليزية: metallicity)‏ هي نسبة العناصر المكونة لجرم سماوي أثقل من الهيدروجين والهيليوم. ونظرًا لأن معظم النجوم والتي تشكل المادة المرئية في الكون تتكون من الهيدروجين والهيليوم فيستخدم الفلكيون تعبير «المعدنية» لوصف وجود عناصر أخرى بصفة عامة.
وعلى ذلك فيمكن أن يوصف سديم يحتوي على الكربون والنيتروجين والأكسجين والنيون بأنه «غني المعدنية» من الوجهة الفلكية رغم أن تلك العناصر لا تعتبر عناصر معدنية من الوجهة الكيميائية. ولا يجب الخلط بين المعدنية التي اخترناها هنا للتعبير عن ذلك و«المعادن» أو «الترابط المعدني» حيث أنه لا يوجد ترابط كيميائي أو معدني في النجوم ما عدا في النجوم الباردة من التصنيفين K and M stars. ولا ينتسب نوع الترابط الكيميائي الذي نعهده على الأرض على الحالات في باطن النجوم.
ويمكن عن طريق معرفة معدنية أحد الأجرام السماوية تحديد عمره. فعندما نشأ الكون طبقًا لنظرية الانفجار العظيم كان في الأصل يتكون من الهيدروجين وعن طريق تخليق العناصر أثناء الانفجار العظيم تكون منه قدر كبير من الهيليوم ونسب صغيرة جدًا من الليثيوم والبيريليوم ولم تتكون أثناء الانفجار العظيم عناصر أثقل من ذلك. وبناء على ذلك فالنجوم المعمرة تكون معدنيتها أقل مما تحويه نجوم حديثة النشأة مثل الشمس.
ينحدر وجود العناصر الأثقل من التخليق النوويّ النجميّ، وذلك حسب النظرية التي تقول أنّ غالبيّة العناصر الأثقل من الهيدروجين والهيليوم الموجودة في الكون («المعادن»، المذكورة أدناه) تتشكّل في قلب النجوم أثناء تطوّرها. بمرور الوقت، ترسل الرياح النجمية والمستعرات الأعظميّة المعادن إلى البيئة المحيطة، مما يثري الوسط البين نجمي ويوفر الموادّ الأوليّة التي يعاد تدويرها وتشكّل نجوماً جديدة. ونتيجةً لذلك، تتمّتع الأجيالُ الأقدم من النجوم -التي تشكّلت في بداية الكون الذي يفتقر إلى المعادن- بمعادن أقل من تلك الموجودة في الأجيال الشابة، والتي تكوّنت في كون أكثر غنىً بالمعادن.
أدّت التغييرات التي لوحظت في الوفرة الكيميائية لأنواع مختلفة من النجوم -بناءً على الخصائص الطيفيّة التي تُعزى إلى المعدنيّة- بعالم الفلك والتر بايد في عام 1944 إلى اقتراحه وجود مجموعتين مختلفتين من النجوم. وعرفت هاتين المجموعتين باسم الجمهرة الأولى Population I (غنيّة بالمعادن) والجمهرة الثانية Population II (فقيرة بالمعادن). واستحدثت تسمية ثالثة لمجموعة أخرى من النجوم في عام 1978، وعرفت باسم الجمهرة الثالثة Population III  النجوم الفقيرة جدّاً بالمعادن هي أولى النجوم التي وجدت في الكون (نظريّاً).

## تصنيفات النجوم I و II و III
تصنف النجوم بالأصناف
Iو IIو III حيث تتناقص معدنيتها بتزايد عمرها. ويعود ذلك التصنيف إلى تتابع اكتشافها وهو بعكس تسلسل نشأتهم. أي أن أول نجوم تكونت في الكون (كانت تحوي معدنية قليلة) تصنف بالتصنيف III، وأما النجوم الناشئة حديثًا (ذات معدنية عالية) فتصنف بالتصنيف I .
ورغم أن النجوم ومنها النجوم المعمرة تحتوي عادة على نسبة من العناصر الثقيلة فإن ذلك يصعب التصنيف، ولذلك فقد اقترح افتراض وجود تصنيف نجوم خالية من المعدنية عند نشأة الكون وتسمى تلك بالتصنيف III. أي أن الكون في فترة وجيزة بعد الانفجار العظيم لم يحتو على معدنية، ويعتقد أن المعدنية تكونت في أفران نجوم كبيرة تبلغ كتلة كل منها مئات المرات من كتلة الشمس، وقرب نهاية أعمار تلك النجوم الضخمة كان قد تكون فيها العناصر ال 26 الأولى حتى عنصر الحديد طبقًا للجدول الدوري للعناصر عن طريق تخليق العناصر.
وطبقًا لنظرية تكون النجوم فقد استهلكت النجوم الأولى وقودها بسرعة بسبب ضخامتها التي تفوق كتلة الشمس مئات المرات، وانفجرت كمستعرات عظمى. وبانفجارها تبعثرت مكوناتها في الفضاء بما تخلق فيها من معادن، ثم تجمعت بعض سحب تلك العناصر مكونة أجيال جديدة من النجوم التي نراها في وقتنا هذا. وبسبب الكتل الضخمة للنجوم الأولى وقصر عمرها فإننا لا نجد اليوم (حتى عام 2010) من نجوم التصنيف III . ونظرًا لانفجار تلك النجوم في هيئة مستعرات عظمى بعد عدة مئات الملايين من السنين بعد نشأة الكون، فإننا لا نستطيع رؤية نجوم التصنيف III  إلا في المجرات البعيدة عنا حيث يأتينا ضوؤها الآن بعد قطعه مسافات تقدر بمليارات السنين، ويعد البحث عن تلك النجوم القديمة من المواضيع النشطة في البحث الفلكي في الوقت الحالي.
وقد اقترح لتفسير مستعرين عظميين اكتشفا حديثًا وهما SN 2006gy و SN 2007bi بأنهما انفجاران لنجمين بالغي الكتلة من التصنيف III في هيئة مستعر زوجي غير مستقر.

ثم تكون الجيل التالي من النجوم من أشلاء المادة التي تبعثرت عند انفجار النجوم الضخمة الأولى. والنجوم المعمرة التي نراها في وقتنا هذا والمعروفة بالتصنيف Population II فهي تحتوي على معدنية قليلة جدًا
، لأن الأجيال التالية لها تتميز بزيادة معدنيتها حيث تكونت من غبار كوني غني المعدنية عن ما سبقه من أجيال. وعند نهاية عمر تلك النجوم فإنها تبعثر مادتها ذات المعدنية الغنية في الوسط البين نجمي عن طريق السدم الكوكبية والمستعرات العظمى والتي تتكون منها نجوم الجيل اللاحق. وتلك النجوم الناشئة ومن ضمنها الشمس فتكون معدنيتها أعلى نسب معدنية نشاهدها، وهذا هو التصنيف  I للنجوم.

## مقياس المعدنية
تعطى معدنية أحد الأجرام السماوية بعدد وحيد عادة يعطي نسبة العناصر الثقيلة جميعًا بالمقارنة بنسبتهم في الشمس. ونظرًا لأن نسب العناصر متساوية في الكون فإن ذلك ينطبق أيضًا على نجوم النسق الأساسي. وفي الشمس نجد أن نسبة الحديد إلى الهيدروجين 1: 31.000. وغالبًا يستخدم مقياس لوغاريتمي للمقارنة يرجع إلى شدة خطوط الطيف الامتصاصي للحديد Fe والهيدروجين H:
{\displaystyle [\mathrm {Fe} /\mathrm {H} ]=\lg {\left({\frac {N_{\mathrm {Fe} }}{N_{\mathrm {H} }}}\right)}-\lg {\left({\frac {N_{\mathrm {Fe} }}{N_{\mathrm {H} }}}\right)_{\odot }}}
وتقع تلك النسبة في نجوم مجرتنا بين -2و5 و 1 حيث تصل القيمة -5 فقط لنجوم التصنيف II ويوجد منها عدد ضئيل. وعينت القيمة للنجم CD−38°245 في عام 1984 بأنها -4. وهذا يعني أن محتواه من الحديد أقل 10.000 مرة عن نسبة الحديد في مادة الشمس. وفي عام 2002 عينت النسبة للنجم HE 1327−2326 واتضح أنها بمقدار −5,4 مما يعني أن نسبة الحديد فيه أقل من نسبته في الشمس نحو 250.000 مرة، إلا أن النجم يحتوي على نسب أعلى من الصوديوم والمغنسيوم والتيتانيوم. وفي العادة تعين أيضًا أطياف عناصر ثقيلة أخرى مثل الثوريوم واليورانيوم والكربون وغيرها، ويساعد ذلك على تعيين أعمار النجوم وجدولتها.

وبالنسبة لنجوم خارج النسق الأساسي فلا تنطبق المعادلة أعلاه. كما يبدو أن نسبة معدنية الشمس تعادل ضعف معدنية النجوم القريبة منها.

## الطرق الشائعة للحساب
يستخدم علماء الفلك عدّة طرق مختلفة لوصف وتقدير وفرة المعدن في النجم، وذلك بالاعتماد على الأدوات المتاحة والجسم المدروس. تتضمّن بعض الطرق تحديدَ الجزء من الكتلة المنسوب إلى الغاز مقابل المعادن، أو قياس نسب عدد ذرّات عنصرين مختلفين مقارنةً بالنسب نفسها في الشمس.

### نسبة الكتلة
غالباً ما يتمّ تعريف تكوين النجوم من خلال البارامترات X, Y, Z بحيث ترمز X إلى كتلة الهيدروجين و Y ترمز إلى كتة الهيليوم، أمّا Z فترمز إلى بقيّة العناصر المكوّنة للنجم، بذلك يكون:
X + Y + Z = 1.00
إنّ العنصرين المهيمنين في تكوين أغلب النجوم والسدّيمات ومناطق الهيدروجين الثنائي وبقيّة المصادر الفلكيّة هما الهيدروجين والهيليوم. يتمّ التعبير عن كتلة الهيدروجين بشكلٍ عام من خلال المعادلة:
{\displaystyle Z=\sum _{i>{\text{He}}}{\frac {m_{i}}{M}}=1-X-Y.}
حيث M هي الكتلة الكلّيّة للنظام المدروس، و ###رمز### هي كتلة الهيدروجين في هذا النظام، ويتمّ التعبير عن كتلة الهيليوم في النظام المدروس بنفس الطريقة:
{\displaystyle Y\equiv m_{\text{He}}/M}
يُشار إلى بقيّة العناصر المكوّنة للنظام على أنّها «معادن» أو معدنيّة – يمكن حساب كتلة العناصر الأثقل من الهيليوم عن طريق المعادلة التالية:
{\displaystyle m_{\text{H}}}
وُجد من خلال دراسة سطح الشمس، أنّ نسبة كتلة الهيدروحين فيها هي: {\displaystyle X_{\text{sun}}=0.7381}
ونسبة كتلة الهيليوم هي: {\displaystyle Y_{\text{sun}}=0.2485}
أمّا نسبة كتلة المعادن: {\displaystyle Z_{\text{sun}}=0.0134}
لا يتشابه التركيب السطحي الحالي للشمس مع التركيب الأوّلي لها ولا تملك الآن نفس الحجم الأوليّ لها، ويعود ذلك إلى تأثيرات التطوّر النجمي.

## نسب الوفرة الكيميائيّة
غالبًا ما يتمّ تعريف المعدنيّة النجميّة الكلّيّة باستخدام إجمالي محتوى الحديد في النجم، نظرًا لأنّ كشف وقياس الحديد باستخدام الرصد الطيفي للطيف المرئي هو الأسهل مقارنة مع بقيّة العناصر (على الرغم من أنّ الأكسجين هو العنصر الثقيل الأكثر وفرة - انظر العناصر المعدنية في مناطق HII أدناه). تُعرَّف نسبة الوفرة بأنها لوغاريتم نسبة وفرة الحديد في النجم مقارنةً مع نسبته في الشمس، ويتم التعبير عنها كالتالي:
{\displaystyle [{\text{Fe}}/{\text{H}}]=\log _{10}{\left({\frac {N_{\text{Fe}}}{N_{\text{H}}}}\right)_{\text{star}}}-\log _{10}{\left({\frac {N_{\text{Fe}}}{N_{\text{H}}}}\right)_{\text{sun}}},}
حيث {\displaystyle N_{\text{Fe}}} هو عدد ذرّات الحديد في واحدة الحجم، و {\displaystyle N_{\text{H}}} هو عدد ذرّات الهيدروجين في واحدة الحجم أيضاً. واحدة الحجم التي يتمّ استخدامها في المعدنية هي "dex" وهي اختصار لـ "decimal exponent" بمعنى «أسّ عشري». نجد من خلال الصيغة السابقة أنّ النجوم التي تحوي على معدنيّة أكبر من معدنيّة الشمس لها قيمة لوغاريتميّة موجبة، بينما تملك النجوم ذات نسب المعدنية الأقلّ من الشمس قيمة لوغاريتميّة سالبة. فعلى سبيل المثال: النجوم التي تملك قيمة [Fe/H] +1 تملك معدنيّة أكبر بعشر مرّات من معدنيّة الشمس، (101)، وعلى العكس من ذلك، فإنّ النجوم التي تملك قيمة -1 لـ [Fe/H] تحوي معدنيّة أقل من معدنيّة الشمس بعشر مرّات، أمّا النجوم التي تملك قيمة 0 فتطابق نسبة المعدنيّة فيها مع نسبة معدنيّة في الشمس، وهكذا. تملك النجوم الفتيّة في المجموعة الأولى نسب حديد إلى هيدروجين Fe/H أعلى بكثير من تلك الموجودة في النجوم الأقدم في المجموعة الثانية.
من المقدّر أن تملك نجوم المجموعة الثالثة معدنيّة أقلّ من -6.0 يمعنى أنّها تملك معدنيّة أقل بمليون مرّة من معدنيّة الشمس.